# کلیف کالینسون
کلیف کالینسون (انگلیسی: Cliff Collinson; ۳ مارس ۱۹۲۰ – سپتامبر ۱۹۹۰ (age 70)) بازیکن فوتبال اهل بریتانیا بود.
از باشگاه‌هایی که در آن بازی کرده‌است می‌توان به باشگاه فوتبال منچستر یونایتد اشاره کرد.